# Sam Savage
Sam Savage (Camden, Carolina del Sur, 9 de noviembre de 1940-Madison, Wisconsin, 17 de enero de 2019) fue un escritor estadounidense, conocido principalmente por su novela Firmin.

## Biografía
Antes de comenzar a escribir, Savage fue mecánico de bicicletas, carpintero, pescador de cangrejos y tipógrafo.
Sus actividades literarias las comenzó a principios de los años sesenta como editor de poesía en la revista literaria Reflections (Chapel Hill, Carolina del Norte). Fue un activo participante del movimiento de derechos civiles. 
Savage se graduó de la Universidad de Yale en 1968; allí mismo continuó estudios de filosofía —también estuvo en la de Heidelberg, Alemania—, y obtuvo un doctorado con una tesis sobre el pensamiento político de Thomas Hobbes. En su alma mater enseñó por un breve tiempo.
Después de Yale, pasó unos años en Francia y regresó a Carolina del Sur en 1980, y se instaló en la pequeña ciudad costera de McClellanville. En 2004 se mudó a Madison, Wisconsin, donde pasó sus últimos años junto a su esposa Nora Manheim, hija del conocido traductor de literatura al inglés Ralph Manheim. El matrimonio tuvo dos hijos, y Savage tuvo otro con su anterior esposa.
La primera novela de Savage —The Criminal Life of Effie O.— está escrita en verso. Publicada en 2005, fue calificada como "una novela infantil para adultos". Al año siguiente apareció Firmin: Adventures of a Metropolitan Lowlife, sobre una rata de librería en tiempos difíciles, cuyos derechos mundiales fueron adquiridos en 2007 por la editorial Seix Barral. En Europa la novela se convirtió en un superventas y fue traducida a una docena de idiomas.

## Obras
- The Criminal Life of Effie O. (2005)
- Firmin: Adventures of a Metropolitan Lowlife (2006), traducida al español como Firmin: aventuras de una alimaña urbana
- The Cry of the Sloth: The Mostly Tragic Story of Andrew Whittaker, Being his Collected, Final, and Absolutely Complete Works (2009), traducida al español como El lamento del perezoso: versión completa
- "Cristal" (2011), publicada por Seix Barral en español en 2012.
- "The way of the dog" (2011), publicada por Seix Barral en español como "El camino del perro", en 2016.